# Porococcus tinctorius
Porococcus tinctorius är en insektsart som beskrevs av Cockerell 1898. Porococcus tinctorius ingår i släktet Porococcus och familjen ullsköldlöss. Inga underarter finns listade i Catalogue of Life.